# Gino Valori
Gino Valori (Firenze, 30 aprile 1890 – Roma, 28 maggio 1961) è stato un regista, sceneggiatore e giornalista italiano.

## Biografia
Dopo la laurea in giurisprudenza intraprese la carriera giornalistica dal 1910. Al cinema si dedicò dal 1936 al 1943 come sceneggiatore collaborando soprattutto con Augusto Genina per quattro pellicole, due delle quali girate in Germania. Tra il 1938 e il 1939 firma la regia di due film, il coloniale Equatore, tratto dalla commedia omonima di Alessandro De Stefani e il poco conosciuto Chi sei tu?. Fu anche romanziere, commediografo (Amazzoni bianche e La stella sul mondo) e regista teatrale. Era il cugino del giornalista e scrittore Aldo. Nel 1961 fu nominato presidente Onorario del Gruppo Pittori via Bagutta. I pittori dell'iniziativa furono: De Cerce, Villanova, Lazzarin, Siltian.
Gino Valori morì lo stesso anno, a 71 anni.
Massone, fu membro della loggia Cola di Rienzo di Roma, appartenente al Grande Oriente d'Italia. 

## Filmografia

### Regista
- Equatore (1938)
- Chi sei tu? (1939)

### Altre mansioni
- Lo squadrone bianco di Augusto Genina (1936) sceneggiatore e assistente regista
- Fiori di Nizza (Blumen aus Nizza) di Augusto Genina (1936) assistente regista
- Amore e dolore di donna (Frauenliebe Frauenlied) di Augusto Genina (1936) assistente regista
- La gondola delle chimere (La gondole aux chimeres) di Augusto Genina (1936) sceneggiatore
- Amazzoni bianche di Gennaro Righelli (1936) sceneggiatore
- La casa del peccato di Max Neufeld (1938) assistente regista
- Ecco la felicità di Marcel L'Herbier (1940) riduzione versione italiana
- La moglie in castigo di Leo Menardi (1943) soggettista

## Prosa radiofonica EIAR
- La stella sul mondo, di Gino Valori, con Manlio Busoni, Franco Becci, Vigilio Gottardi, Gianfranco Bellini, Pietro Tordi, Fernando Solieri, regia di Guglielmo Morandi, trasmessa lunedì 4 gennaio 1943.

## Programmi radiofonici Rai
- Bazar BI-CI-DI, programma vario di Gino Valori, orchestra di Tarcisio Fusco, regia di Riccardo Mantoni, trasmesso il 20 giugno 1947